# Nenngröße TT

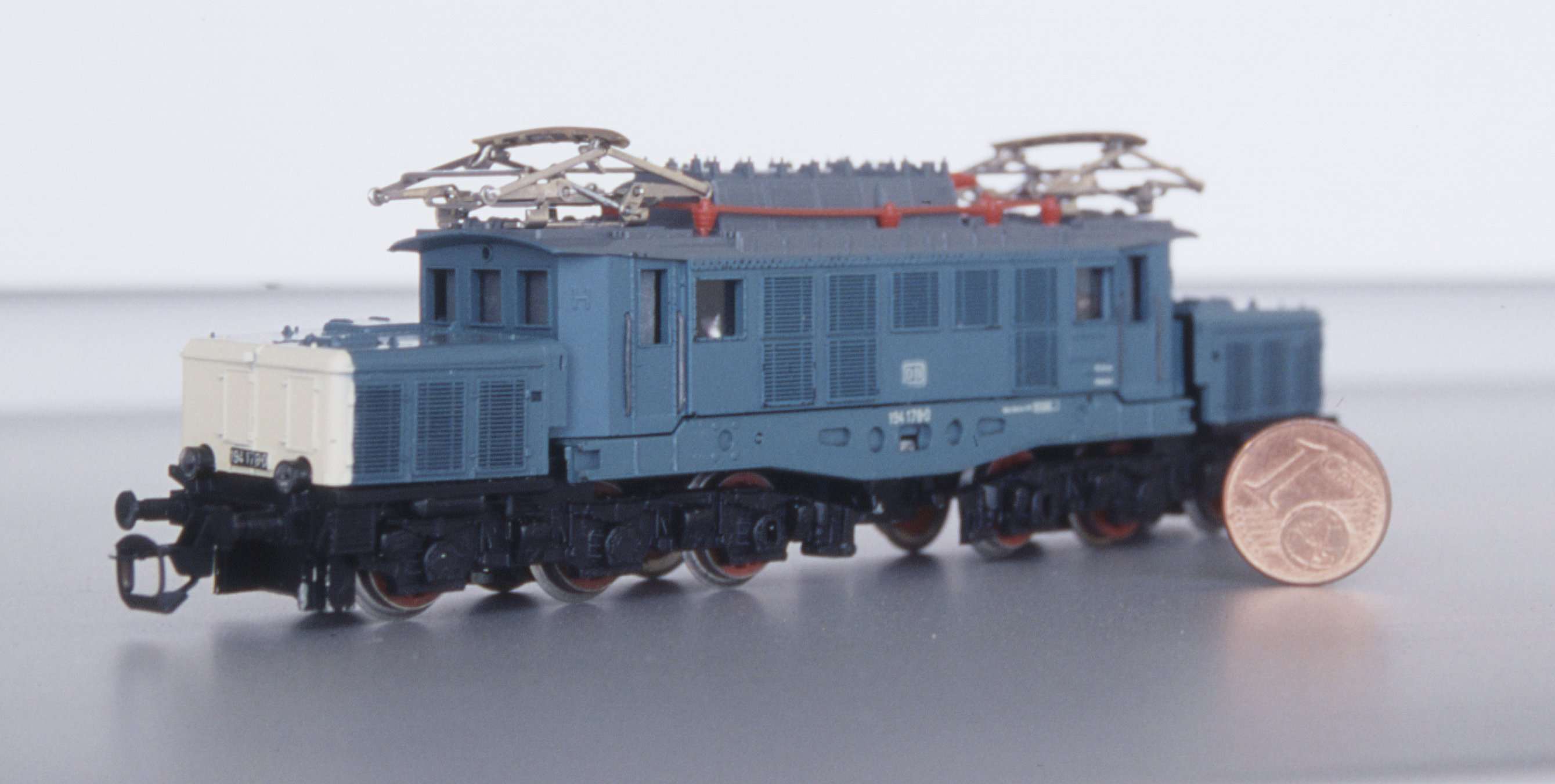
Modell einer E 94 als Bundesbahn BR 194 in Nenngröße TT

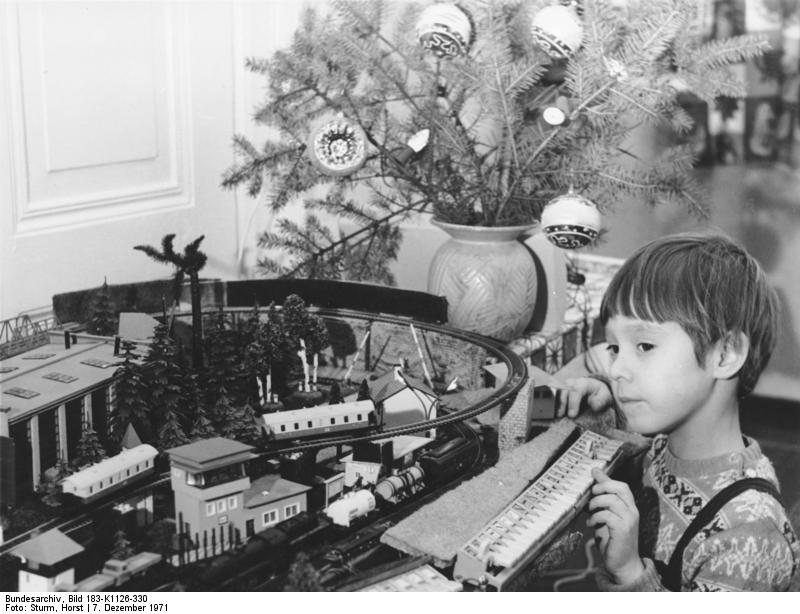
TT Modelleisenbahnanlage, Weihnachten 1971

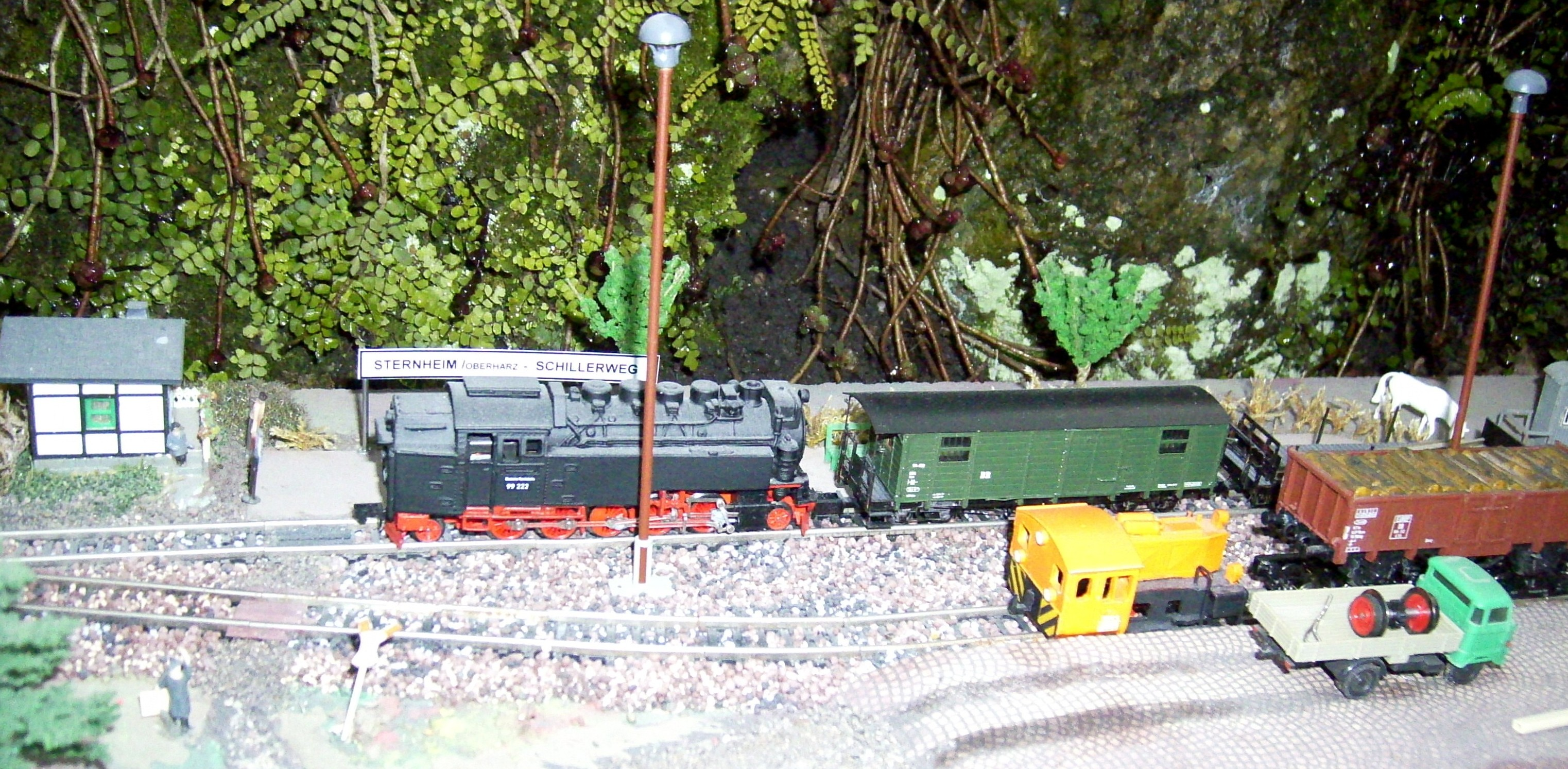
Auch Schmalspur ist möglich: TTm auf Piko-N-Gleis

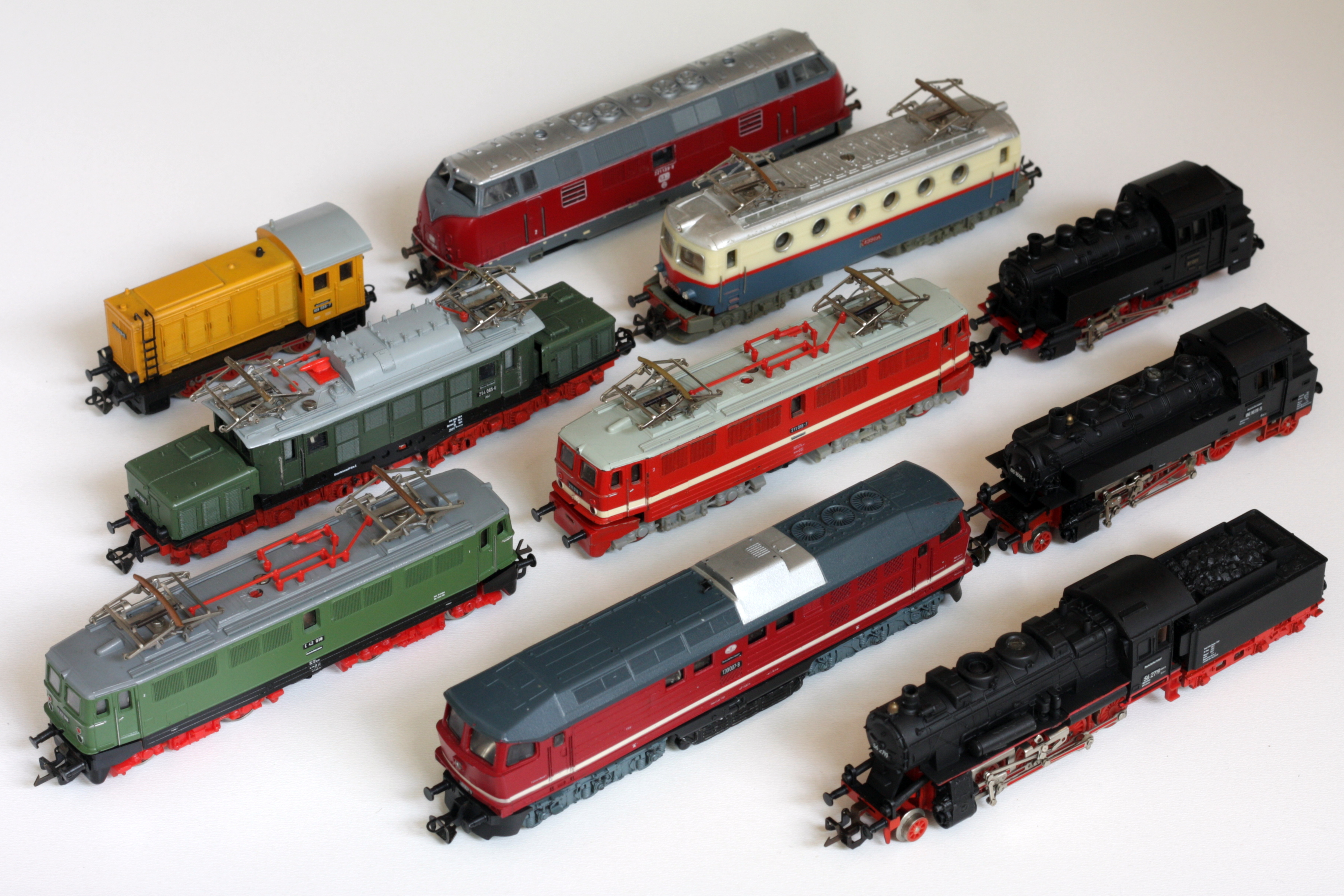
Lokomotiven von BTTB in Nenngröße TT

Die Nenngröße TT ist eine in den Normen Europäischer Modellbahnen (NEM) und den Normen der National Model Railroad Association (NMRA) genormte Baugröße für Modelleisenbahnen. Die Normalspur mit einer Vorbild-Spurweite von 1435 mm weist dabei eine Modell-Spurweite von 12 mm auf und wird umgangssprachlich als Spur TT bezeichnet. Der Maßstab beträgt 1:120, was sich aus dem Verhältnis ten feet to the inch herleitet und einem üblichen Ingenieursmaßstab im angelsächsischen Raum entspricht.
TT ist die Abkürzung des englischen Table Top, was Tischfläche bedeutet; sinngemäß gemeint ist: Passt auf einen Tisch. Der Platzbedarf der Anlagen ist geringer als bei der Nenngröße H0 im Maßstab 1:87; andererseits sind mehr Details möglich als bei der nächstkleineren Nenngröße N im Maßstab 1:160. TT wird deshalb auch als Spur der Mitte bezeichnet.

## Geschichte

### Überblick
Die Nenngröße TT wurde in den Vereinigten Staaten im Jahre 1946 von Ingenieur Harald L. Joyce aus Indiana (USA) entwickelt und durch die von ihm (1945) gegründete Firma H. P. Products vertrieben. In Deutschland verbreitete sie sich durch die Unternehmen Rokal im Westen und Zeuke & Wegwerth im Osten. Nach dem Konkurs von Rokal Ende der 1960er Jahre war die Nenngröße TT in der Bundesrepublik praktisch ausgestorben. In der DDR und in den RGW-Staaten verbreitete sie sich dagegen durch Zeuke & Wegwerth (die über 800 Mitarbeiter in Berlin beschäftigten). Nach der Verstaatlichung im Jahr 1972 wurde aus Zeuke der VEB Berliner TT-Bahnen (BTTB).
Nach dem Mauerfall 1989 konnte der zwangsenteignete Inhaber Zeuke BTTB seinen Betrieb reprivatisieren. Allerdings wurde er dann im Konkurs 1993 vom sächsischen Unternehmen Tillig übernommen und ist bis heute der größte Vollsortimenter in der Baugröße TT.
Seit der Wende gleichen sich die Marktanteile in West und Ost langsam an, was im Falle von TT einerseits einen massiven Rückgang des Marktanteils von 34,2 auf 25,5 % im Osten und andererseits einen Anstieg von 2,8 auf 6,7 % im Westen alleine zwischen 2004 und 2006 bedeutet. Insgesamt bleibt der Anteil mit 7,3 % (statt 7,2) praktisch konstant. Gleichzeitig erschließt namentlich die Fa. Tillig den Markt in der Tschechischen Republik, indem die jährlichen Club-Treffen sowohl als Veranstaltung in Deutschland als auch in Tschechien stattfinden. Zudem gibt es auch in anderen Staaten des ehemaligen RGW Hersteller (z. B. Ungarn: Deák, Russland: TT-Modell Russland) für die Nenngröße TT, die so zur weiteren Verbreitung beitragen.
Mit dem Erscheinen einer neu konstruierten Kupplung – welche auf der Nürnberger Spielwarenmesse 2006 erstmals vorgestellt wurde – konnte Tillig die bisherige, wenig vorbildgerechte Bügelkupplung aus den 1980er Jahren durch eine zeitgemäße und betriebssichere Konstruktion, basierend auf dem NEM-Schacht, ersetzen.
In der aktuellen Entwicklung hat auch die Digitaltechnik in der Nenngröße TT Einzug gehalten. Die Decoder der industriellen Anbieter sind dabei meist mit der Schnittstelle nach NEM 651 (auch NEM 652) ausgestattet. In letzter Zeit kommen dazu Neukonstruktionen mit den Schnittstellen PluX (12 / 16 / 22) und NEXT 18, die eine weitergehende Detaillierung der Funktionen erlauben.

### Großbritannien
In Großbritannien hat sich – analog zu der dortigen Nenngröße 00 – ein abweichender Maßstab und die leicht abweichende Bezeichnung TT3 etabliert. Die Nenngröße ist eine durch das British Railway Modelling Standards Bureau (BRMSB) genormte Baugröße für Modelleisenbahnen, die auch unter dem Begriff 3 mm scale gängig ist. Der Maßstab beträgt 1:101,6. 3 mm im Modell entsprechen damit rund einem Fuß (304,8 mm) beim Vorbild. Die Bezeichnung der Nenngröße TT3 wird in Großbritannien als Standard anstelle der Nenngröße TT weiterverwendet.
Die Nenngröße TT mit dem üblichen Maßstab von 1:120 wird als 2,5 mm scale bezeichnet, da 2,5 mm im Modell rund einem Fuß (304,8 mm) beim Vorbild entsprechen. Seit kurzem produzieren die britischen Firmen Hornby und Peco wieder britische Fahrzeugmodelle in Großserie für die Spur TT im Maßstab 1:120. Peco verwendet dazu jedoch neu die genaue Bezeichnung 2,54 mm scale, da genau 2,54 mm im Modell rund einem Fuß (304,8 mm) beim Vorbild entsprechen.

## Spurweiten
Für die Nenngröße TT sind im Maßstab 1:120 in den Normen Europäischer Modellbahnen (NEM) die folgende Modell-Spurweiten festgelegt:
| Spur | Bezeichnung | Modell-Spurweite | Vorbild-Spurweite          | Verwendung bei Vorbild-Spurweiten |
| ---- | ----------- | ---------------- | -------------------------- | --------------------------------- |
| TT   | Normalspur  | 12,0 mm          | 1435 mm                    | von 1250 mm bis < 1700 mm         |
| TTm  | Meterspur   | 09,0 mm          | 1000 mm                    | von 0850 mm bis < 1250 mm         |
| TTe  | Schmalspur  | 06,5 mm          | 0750 mm, 760 mm und 800 mm | von 0650 mm bis < 0850 mm         |
| TTf  | Feldbahn    | 04,5 mm          | 0500 mm und 600 mm         | von 0400 mm bis < 0650 mm         |

## Hersteller
Rollmaterial gibt es in Deutschland außer vom Vollsortimentler Tillig ebenso von den Großserienherstellern wie Roco, Piko und Arnold (Hornby), sowie von zahlreichen Kleinserienherstellern wie beispielsweise BeckmannTT, Hädl, HERIS, KRES, pmt oder Schirmer. Der Großserienhersteller Fleischmann hat nach Zusammenschluss mit Roco sein kurzzeitiges TT-Engagement wieder eingestellt bzw. wurde dies von Roco übernommen. Roco seinerseits gab im Herbst 2018 bekannt, dass man das TT-Sortiment dort künftig nicht weiter herstellen werde.
Die Firma Kuehn-Modell bot neben Rollmaterial und einem eigenen Gleissystem auch Komponenten für die Digitaltechnik sowie elektronisches Zubehör an und war damit der zweite Vollsortimentler neben Tillig. Das Unternehmen wurde jedoch im November 2023 geschlossen.
Im Bereich Gebäudemodelle engagieren sich neben Auhagen inzwischen auch Busch und Noch. Auhagen bietet in ihrem Sortiment für diese Nenngröße TT auch Modelle für die Doppelverwendung H0/TT an, die im Maßstab 1:100 hergestellt sind. Für Gebäudemodelle hält hier inzwischen auch die Laser-Cut-Technologie Einzug.
TT-Zubehör wie beispielsweise Signale, Oberleitung, Leuchten u. ä. bieten Unternehmen wie z. B. Viessmann und Busch an. Die Firmen Erbert und Alphamodell bieten Signale in der Spur TT an.

## Vereine
AKTT – Arbeitskreis TT-Modellbahn e. V.
Der Verein wurde 1977 gegründet für den Erhalt (in Westdeutschland) und die Verbreitung der Baugröße TT. Er ist Berater im Anlagenbau und für Sammler. Der Verein gestaltet Seminare zu allen TT-betreffenden Themen und veranstaltet jährlich die große TT-Publikumsmesse als Forum für alle TT-Produkte und als Treffpunkt für Hersteller und Modellbahner. Dem Verein ist es wichtig, den familiären Charakter dieser Veranstaltung zu bewahren, denn in kaum einer anderen Spurweite arbeiten Hersteller und Modellbahner so eng zusammen. Er vertritt neben Herstellern und Anlagenbauern die Spurgröße TT auf großen Messen wie z. B. in Dortmund, Leipzig und Köln und gibt den TT-KURIER im Thomas Bradler Verlag als wichtigstes publizistisches Sprachrohr der Baugröße TT heraus. Außerdem betreut und unterstützt er Regionalgruppen, Stammtische und Themengruppen, die sich in vielen Bundesländern mit TT beschäftigen und stellt ggf. den Kontakt zu neuen Mitgliedern her. Der Verein hält Kontakt zu den Herstellern und zu den internationalen Schwesterorganisationen wie TTN, 3mm Society, TT-SIC u. a. sowie zum TILLIG-Club und stimmt Aktivitäten mit diesem ab, um mit vereinten Kräften die Baugröße TT nach vorn zu bringen.
FKTT – „Freundeskreis TT-Module“
Er ist kein Verein im eigentlichen Sinne, sondern ein loser Zusammenschluss von Modulbahnern der Baugröße TT. Vom 9. bis 12. Oktober des Jahres 2013 nahm man am ersten internationalen TT-Modultreff in Ungarn beim „Temofeszt“ teil. Die Teilnehmer kamen von sechs Vereinen aus fünf Ländern der EU. Teilnehmer waren der „FKTT“ und der „TT-Club Bayern“ aus Deutschland (DR), „sTTandard“ aus Polen (PKP), „zababov“ aus der Tschechischen Republik (CSD), „Budpesti TT Baratok Klubja“ (B.TT.B.) aus Ungarn (MAV) und der Bulgarische Modelleisenbahnclub (BDZ).
MEV Spurweite-TT.ch
Entstanden aus dem „Stammtisch TT Schweiz/Bodenseeregion“, wurde der am 14. September 2013 gegründete Verein mittlerweile fester Bestandteil der Schweizer Modellbahnszene. Er setzt sich für Verbreitung der Spur TT in der Schweiz durch Ausstellungen, Publikationen und Nachwuchsförderung ein und war in den letzten Jahren sehr aktiv im Bereich Ausstellungen in der Ost- und Zentralschweiz. Weiterhin publizierte er mehrere Artikel in den Zeitschriften TT Kurier, TT Total, Eisenbahn Amateur und TILLIG TT Club aktuell. Er wirkt bei der Gestaltung und Entwicklung von Modellen mit Vorbild der Schweizer Bahnen. Da es in der Spur TT anfangs nur wenige Modelle mit Schweizer Vorbild gab (wie z. B. den Güterwagen Eaos der BTTB), fingen Mitglieder des Vereins an, selbständig Modelle zu gestalten. Hersteller wie TILLIG oder Hädl setzten dann diese Modelle z. T. als Sonderauflagen in Kleinserien um (z. B. Agrola oder AVIA Kesselwagen Typ Zcs). Aktuell arbeiten Mitglieder des VereinsFa. an der SBB Re 6/6 und an der SBB Re 460.
Besonders am Verein ist, dass dieser keinen festen Vereinssitz hat. Da die Mitglieder in der gesamten Deutschschweiz dezentralisiert wohnen, trifft sich der Verein vier- bis fünfmal im Jahr an unterschiedlichen Orten sowie zu verschiedenen Ausstellungen. Fester Bestandteil der Treffen ist außerdem der jährliche Sommerausflug, der stets dem Motto „Eisenbahn“ und „Schweiz“ folgt. Die Mitglieder des Vereins stammen mehrheitlich aus der ehemaligen DDR, aber auch aus der Schweiz und Süddeutschland.